# Marian Wodziański
Marian Wodziański (ur. 16 lipca 1901 w Jampol, zm. 21 lipca 1983 w Pittsburghu) – polski wioślarz, pilot, inżynier mechanik, olimpijczyk z Amsterdamu 1928.

## Życiorys
Uczestnik wojny 1919–1920. Do roku 1939 pracował w Instytucie Badań Technicznych Lotnictwa w Warszawie. Jako pilot brał udział kampanii wrześniowej 1939. Po jej zakończeniu przedostał się do Francji (poprzez Tatry i Węgry). W lutym 1940 roku, z grupą ochotników wyjechał do Finlandii, aby wziąć udział w wojnie radziecko-fińskiej. W kwietniu 1940 roku powrócił do Francji, a następnie przedostał się do Wielkiej Brytanii. Miał numer służbowy RAF P-1638 i stopień kapitana. W 1942 roku został skierowany do 16 Secondary Flying Training School (SFTS) w Newton na kurs odświeżający pilotażu. Nie został zakwalifikowany do latania bojowego, został przeniesiony do 302 dywizjonu myśliwskiego jako oficer techniczny. Oblatywał na kontynencie afrykańskim montowane tam amerykańskie samoloty. Po zakończeniu kampanii afrykańskiej wrócił do Anglii, gdzie kierował personelem technicznym w 305 dywizjonie bombowym Ziemi Wielkopolskiej. W latach 1943–1944, w stopniu kapitana, był zastępcą dowódcy 133 Polskiego Polowego Portu Lotniczego do spraw technicznych. Po zakończeniu wojny wyjechał do Kanady, a następnie do USA. Osiadł w Pittsburghu, gdzie zmarł. Został pochowany w South Dallas Ave - Homewood Cemetery.
Za służbę w Wojsku Polskim został trzykrotnie odznaczony Medalem Lotniczym.

## Kariera sportowa
Jako wioślarz pływał w ósemce i czwórce ze sternikiem. Wielokrotny medalista mistrzostw Polski:
- złoty
  - w ósemce w roku 1927
- srebrny
  - w czwórce ze sternikiem w roku 1930
- brązowy
  - w ósemce w latach 1928, 1930–1931.

Był akademickim wicemistrzem świata w ósemce w roku 1927.
Uczestnik mistrzostw Europy w roku 1927 podczas których startując w ósemce ze sternikiem zdobył brązowy medal.
Na igrzyskach olimpijskich w 1928 roku wystartował w ósemce (osadę tworzyli: Otton Gordziałkowski, Stanisław Urban, Andrzej Sołtan-Pereświat, Janusz Ślązak, Wacław Michalski, Józef Łaszewski, Henryk Niezabitowski, Jerzy Skolimowski) która zajęła 4. miejsce.
Po zakończeniu kariery sportowej był działaczem sportu akademickiego, piastując m.in. funkcję wiceprezesa i prezesa AZS Warszawa. Działał również w PZTW i Aeroklubie RP.